# Mohamed Larbi Zarrouk
Pour les articles homonymes, voir Famille Zarrouk.
Mohamed Larbi Zarrouk (arabe : أبو عبد الله محمد العربي زروق), né le 29 octobre 1822 au Bardo et mort le 4 juin 1902 à Médine, est un homme politique tunisien.

## Biographie
Il naît au sein d'une famille chérifienne originaire de Béja intégrée au sein de la notabilité à Tunis puisque son grand-père Mohamed Arbi Zarrouk Khaznadar, lui-même né à Tunis, occupe la fonction de ministre des Finances puis de principal ministre en 1815, avant d'être exécuté en 1822 pour avoir participé au complot suivant l'assassinat de Youssef Saheb Ettabaâ et l'arrivée au pouvoir de Mahmoud Bey. La répression au Sahel, liée à l'insurrection menée par Ali Ben Ghedhahem en 1864, est le fait du général Ahmed Zarrouk, mamelouk d'origine grecque et affranchi par son grand-père qui lui donne son nom de famille et le fait instruire en 1840 à l'École militaire du Bardo où il étudie avec son frère Mustapha ; il y acquiert une formation militaire et intellectuelle et passe ensuite au service du bey de Tunis, dont il devient le gendre, comme ministre de la Guerre et général.
Devenu fonctionnaire au sein des nouvelles administrations issues des réformes, il poursuit le parcours de son père, Mohamed Zarrouk, administrateur des palais beylicaux sous le règne d'Ahmed Ier Bey. Zarrouk est nommé président du Conseil municipal et maire de Tunis, poste qu'il occupe entre 1869 et 1881, en remplacement du général Husseïn, puis devient le premier proviseur du Collège Sadiki, entre 1875 et 1881, sous le mandat de Kheireddine Pacha.
Farouchement hostile à l'établissement du protectorat français lors de la signature du traité du Bardo, il ne doit son salut qu'à sa fuite à la chancellerie du Royaume-Uni, d'où il réussit à rejoindre Istanbul grâce à la complicité du consul britannique. Il termine ses jours à Médine, où il est enterré.

## Propriétés
Larbi Zarrouk possède plusieurs palais, dont le Dar Zarrouk à Sidi Bou Saïd et un autre dans la médina de Tunis, à la rue des Juges.